# ساوونگا (آلاسکا)
ساوونگا (به انگلیسی: Savoonga) شهری در ناحیه سرشماری نوم ایالت آلاسکا است که جمعیت آن در سرشماری سال ۲۰۰۰ میلادی ۶۴۳ نفر بوده‌است.